# Pycnospatha
Pycnospatha là một chi thực vật có hoa trong họ Ráy

## Loài
Chi này gồm các loài sau: